# Dieter Braun
Dieter Braun, född 2 februari 1943 i Ulm, Tyskland, är en tysk f.d. roadracingförare som blev världsmästare i både i 250GP och 125GP. Han är mest ihågkommen för att när han vunnit Östtysklands Grand Prix 1971 fått den västtyska nationalssången spelad för sig när den östtyska publiken började sjunga hymnen vilket fick Östtysklands regering att stryka sitt arrangörskap.

## Segrar 250GP
| Nummer | Grand Prix      | År   |
| ------ | --------------- | ---- |
| 1      | Östtyskland     | 1971 |
| 2      | Jugoslavien     | 1973 |
| 3      | Holland         | 1973 |
| 4      | Tjeckoslovakien | 1973 |
| 5      | Sverige         | 1973 |
| 6      | Jugoslavien     | 1976 |

## Segrar 125GP
| Nummer | Grand Prix  | År   |
| ------ | ----------- | ---- |
| 1      | Jugoslavien | 1969 |
| 2      | Frankrike   | 1970 |
| 3      | Jugoslavien | 1970 |
| 4      | Isle of Man | 1970 |
| 5      | Holland     | 1970 |